# リンツ新大聖堂
リンツ新大聖堂 (ドイツ語: Neuer Dom)は、無原罪懐胎大聖堂、マリエン大聖堂 (ドイツ語: Mariä-Empfängnis-Dom; Mariendom)としても知られており、オーストリアのリンツにあるローマ・カトリック大聖堂である。オーストリアで最も高い大聖堂ではないが、最大規模の大聖堂である。

## 歴史
1855年にフランツ・ヨーゼフ・ルディジェ司教によって建築計画が立案され、1862年5月1日に落成した。その後、アントン・ブルックナーがリンツ新大聖堂落成を記念して作曲した祝祭カンタータ『主を讃えよ』(WAB 16)が演奏された。 
1924年、ヨハネス・マリア・ゲルナー司教は、完成した建物を無原罪懐胎の大聖堂として聖別する。ケルン大司教区の建築の巨匠、ヴィンチェンツ・スタッツが描いたこの大聖堂の設計図面は、フランスのゴシック様式で作られている。
この大聖堂は座席数が2万席にも及び、オーストリアで最大規模の大聖堂(長さ130m、地盤面積5,170㎡)であるが、高さは最大ではない。これは、当時のオーストリア=ハンガリー帝国ではウィーンのシュテファン大聖堂の南塔より高い建造物を建築することは認められていなかったためである。実際に、当初計画されていた高い尖塔は認められなかった。落成されたリンツ新大聖堂の高さは135mで、シュテファン大聖堂より2m短い。
特筆すべきものとしては、大聖堂のステンドグラスの窓がある。最も有名なのは、リンツの歴史を描いた「リンツの窓」であり、他には、大聖堂建設への寄金協力者たちの肖像画なども描かれている。第二次世界大戦中、特に大聖堂の南側で、いくつかの窓が損壊した。終戦後、これらの窓を復元することはなく、現代美術を顕彰させた窓に取り換えられた。

## 政治への影響

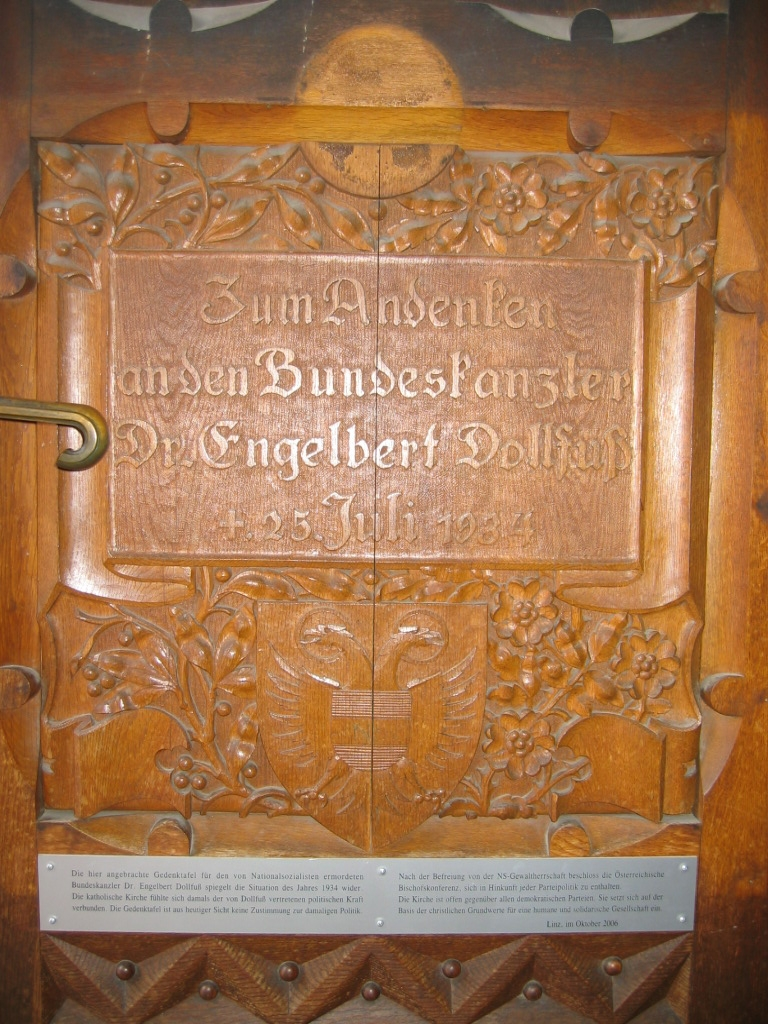
記念木版画と銘板

2006年10月、カトリック教会はリンツ新大聖堂の記念木版画に、極右政治組織の祖国戦線指導者であったエンゲルベルト・ドルフースの銘板を追加したため、オーストリア国民党を刺激した。
しかしその後、カトリック教会はオーストリア司教会議（英語版）の決議によって、政党政治への今後の不干渉を宣言している。
1933年、ドルフースはオーストリアの首相代行として議会を解散した。これが2月内乱を引き起こし、独裁政権につながった。

## 写真

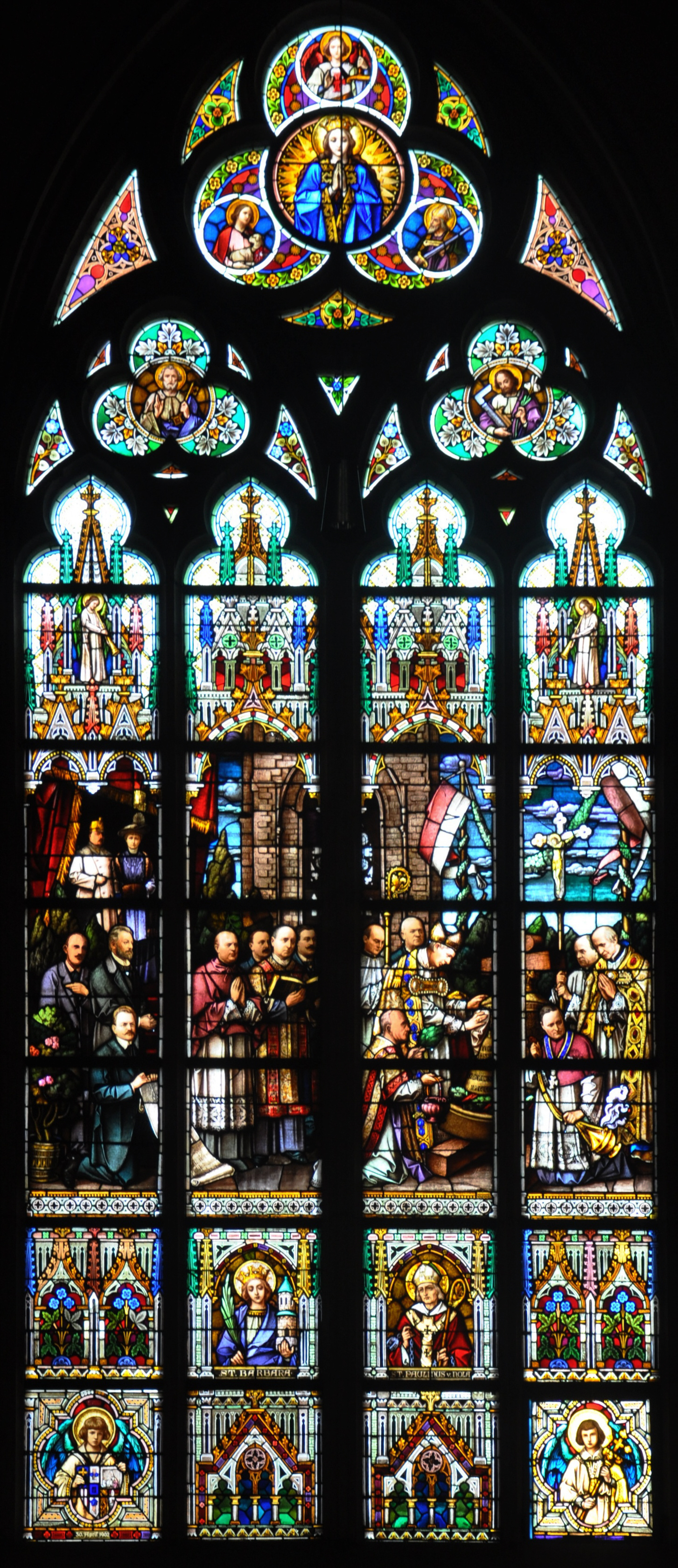
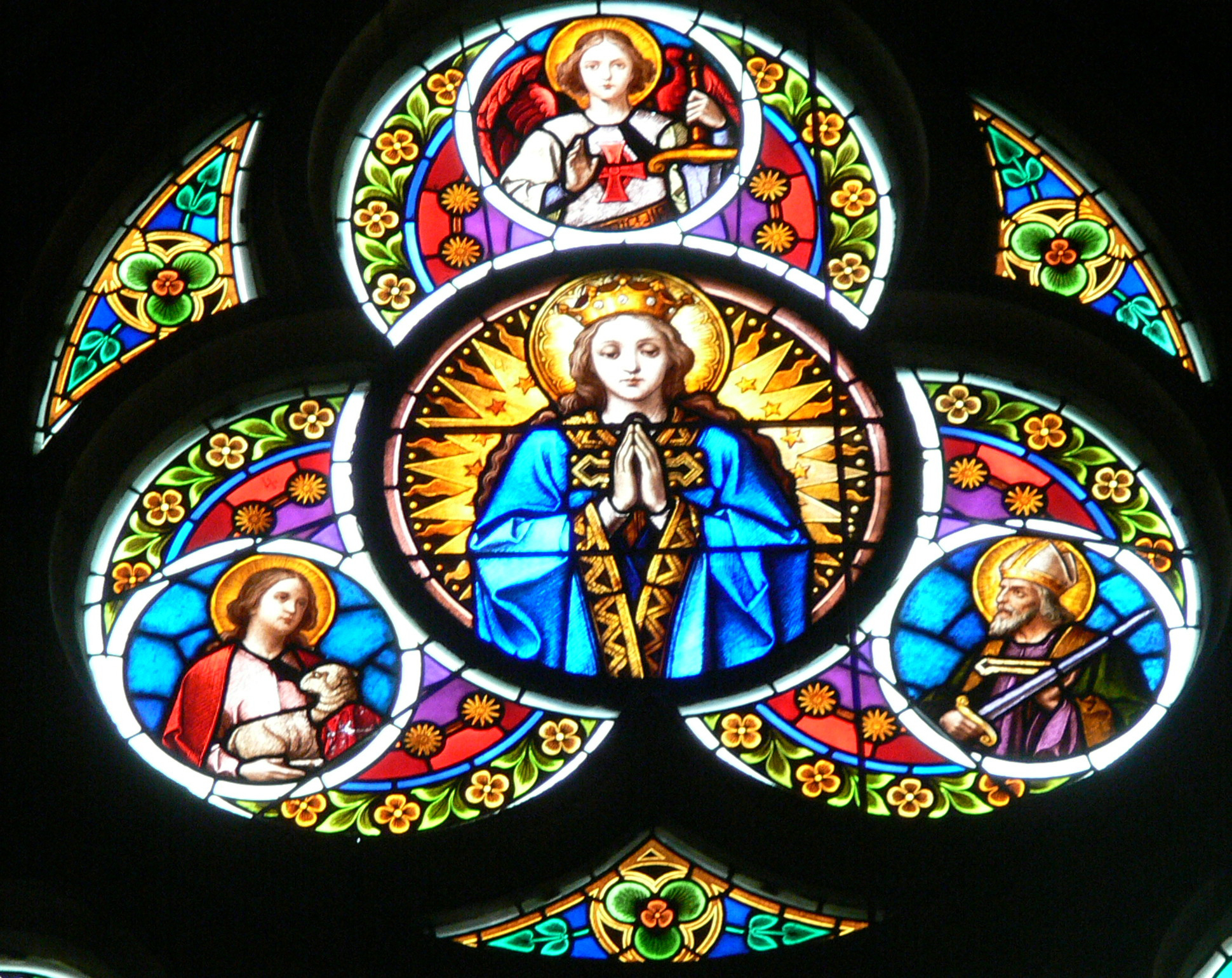
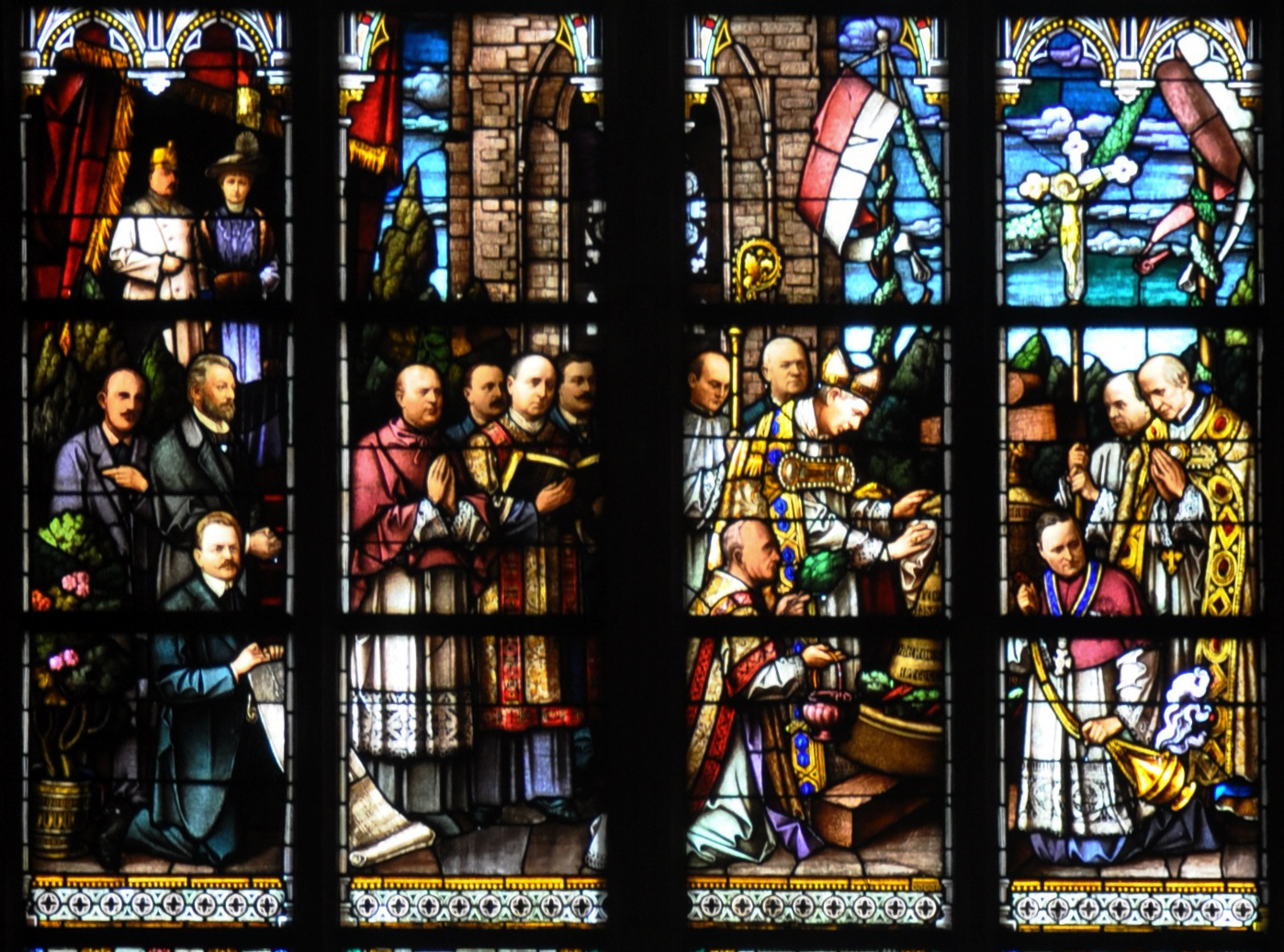

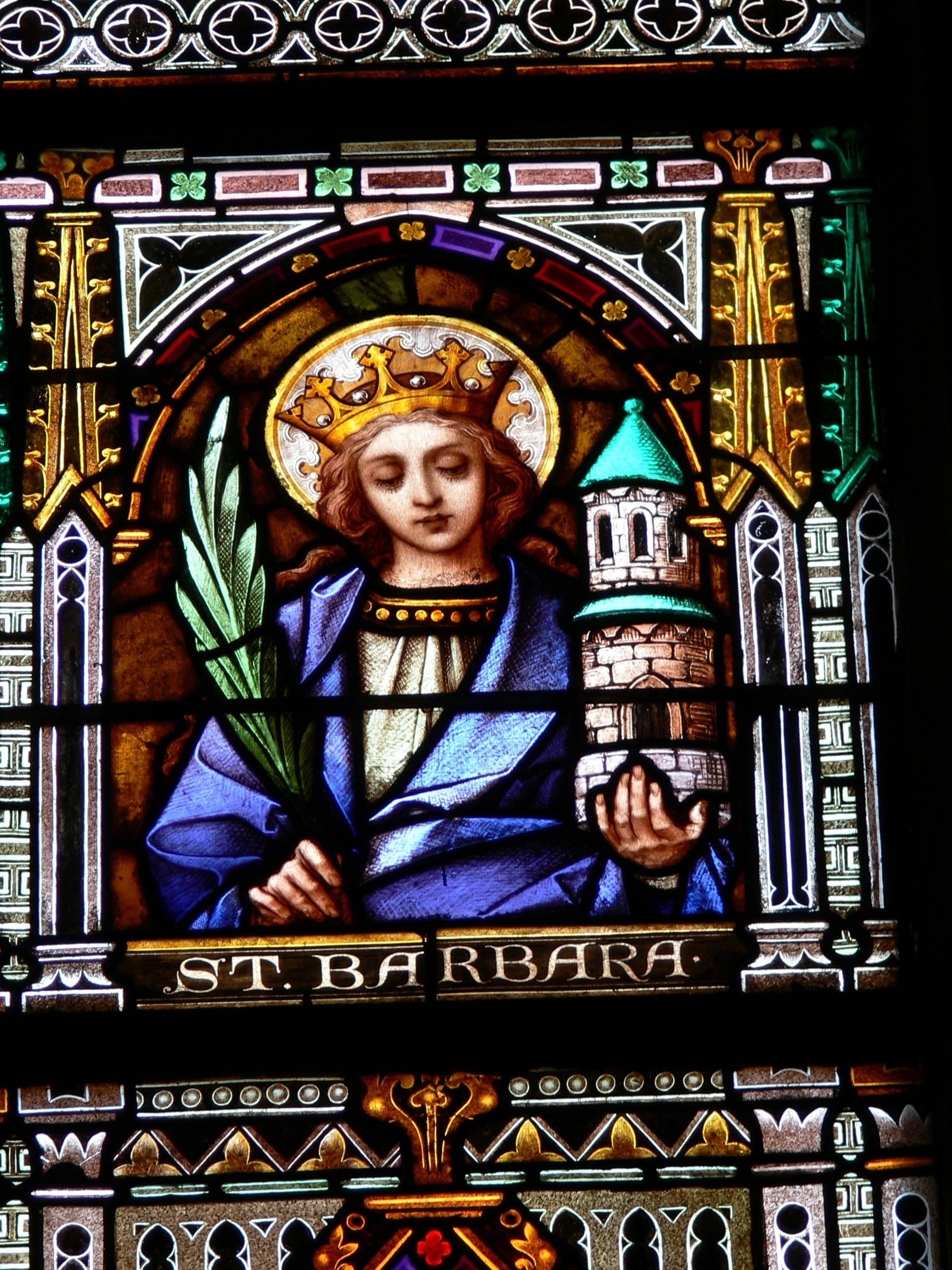
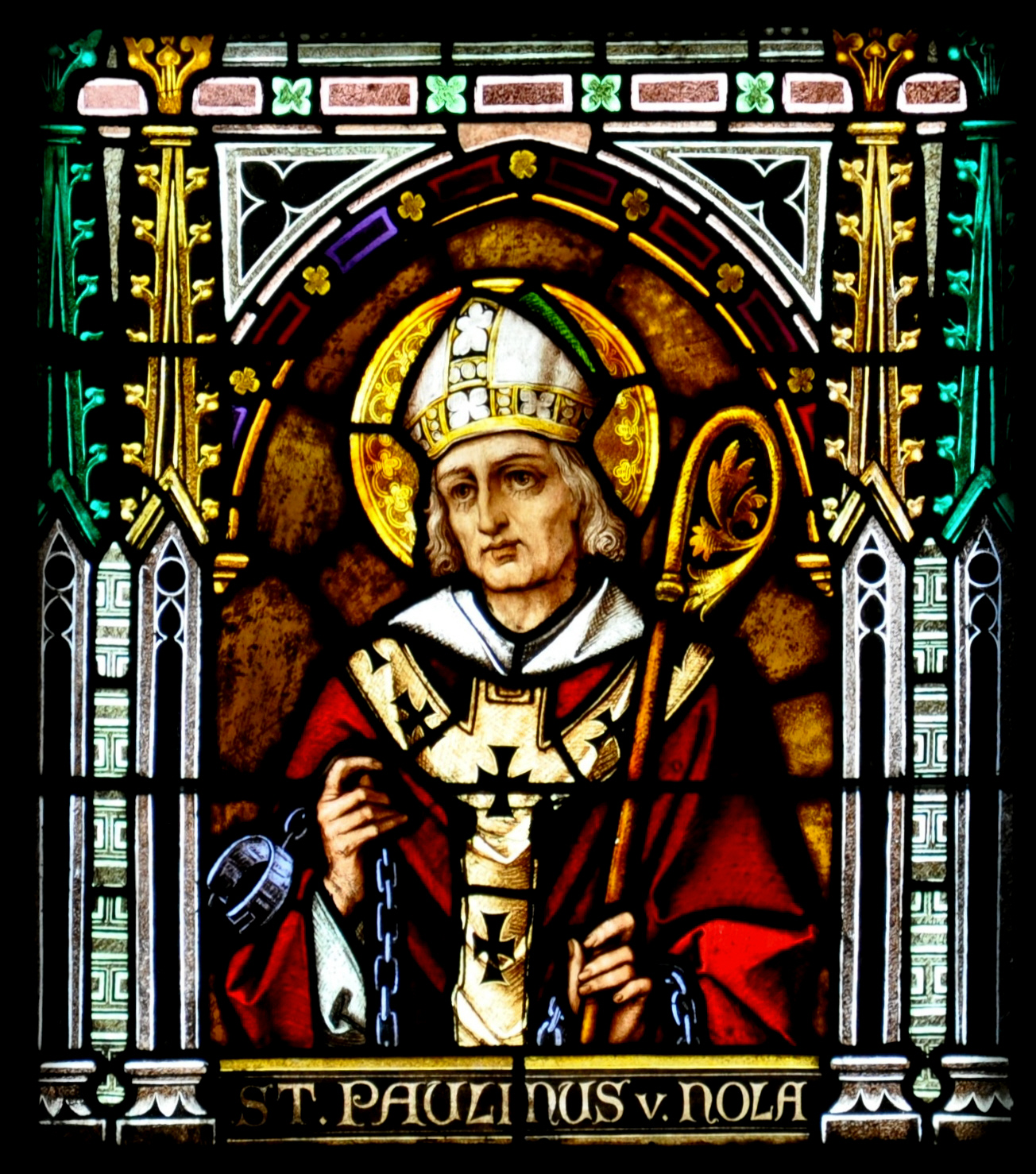
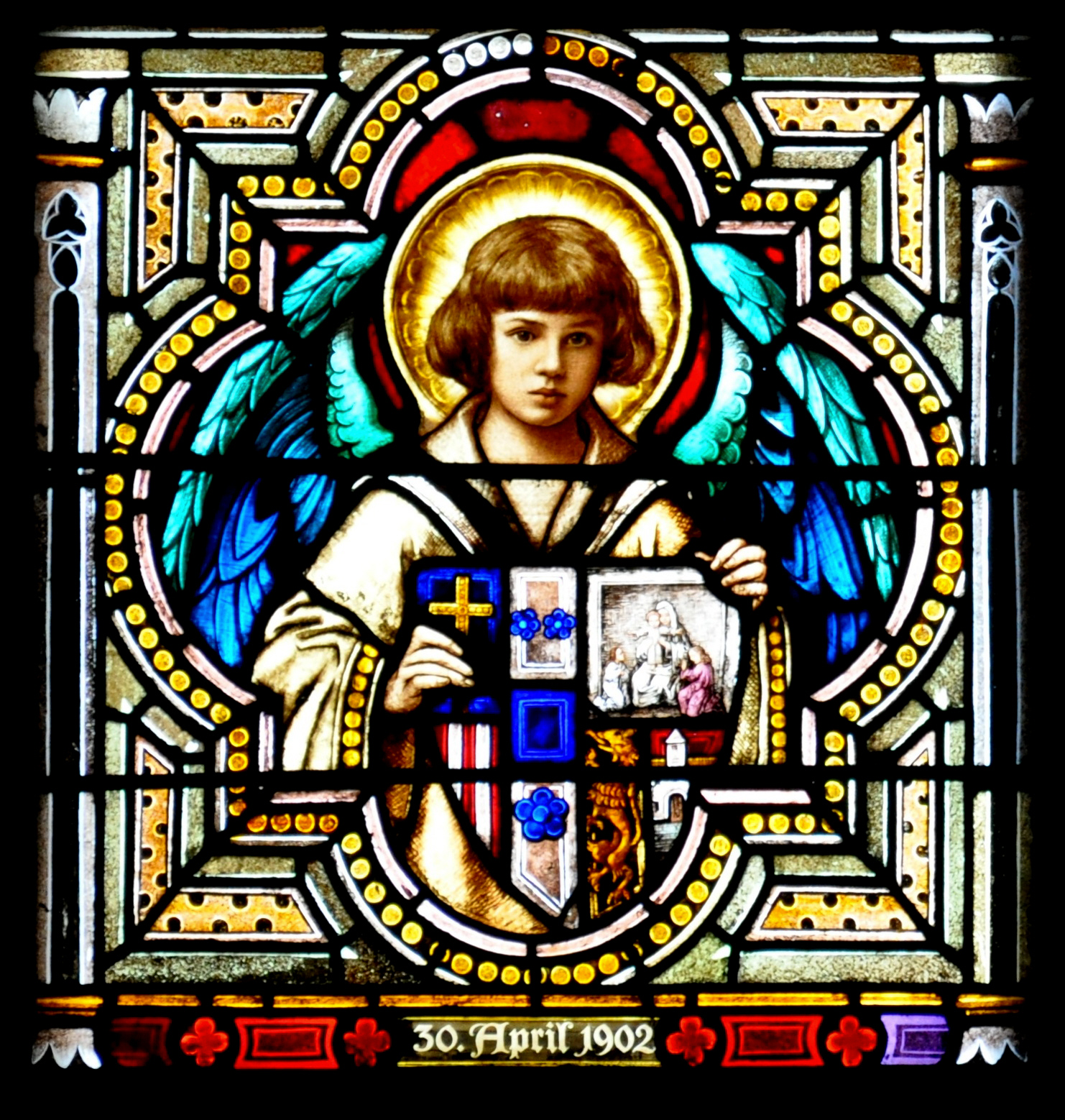